# Computer Chronicles
Computer Chronicles (transmitida en los países de habla hispana como "Cronicas de la Computacion") fue una serie de televisión estadounidense de media hora, transmitida de 1983 a 2002 en Public Broadcasting Service (PBS) , que documentó el auge de computadora personal desde su infancia hasta el inmenso mercado de inicios del siglo XXI

## Historia y resumen
La serie fue creada en 1983 por Stewart Cheifet (más tarde el coanfitrión del programa), que era entonces el gerente de la estación del Colegio de San Mateo KCSM-TV. El programa fue transmitido inicialmente como una serie semanal local. El espectáculo fue coproducido por WITF-TV en Harrisburg, Pensilvania. Se convirtió en una serie nacional en PBS desde el otoño de 1983. Jim Warren fue el anfitrión fundador de la temporada 1981-1982. Se emitió de forma continua de 1981 a 2002, con Cheifet copatrocinando la mayoría de las temporadas posteriores. Gary Kildall se desempeñó como coanfitrión de 1983 a 1990, proporcionando información y comentarios sobre productos, así como discusiones sobre el futuro de la esfera de la computadora personal en constante expansión.

Logo como The Computer Chronicles de 1983 a 1989

Durante la década de 1980, el programa tuvo muchos presentadores de apoyo, que incluyen:
- George Morrow: Presentador y comentarista que durante un tiempo encabezó la empresa Morrow Design , Morrow era una cara conocida en las Crónicas hasta la década de 1990. Morrow murió en 2003.
- Paul Schindler: destacado principalmente en revisiones de software, Schindler contribuyó a la serie hasta principios de la década de 1990.
- Wendy Woods: proporcionó informes para muchos productos de software y hardware, además de hablar con los principales presentadores en el estudio sobre temas específicos.

El formato de Crónicas de la Computacion permaneció relativamente sin cambios a lo largo de su ejecución, excepto tal vez con la diferencia notable en el estilo de presentación; Originalmente formal, evolucionó hacia un estilo casual más relajado. Desde 1984 en adelante, los últimos cinco minutos presentaron Random Access , un segmento que le dio al espectador las últimas noticias de la computadora desde el hogar y los mercados de negocios. Stewart Cheifet, Janelle Stelson, Maria Gabriel y varias otras personas presentaron el segmento. Acceso aleatorio se suspendió en 1997. El Minuto en línea , presentado en 1995 y que duró hasta 1997, proporcionó a los espectadores ciertos sitios web que trataban el tema del episodio. Presentó a Giles Bateman, que diseñó la secuencia de apertura de la "Página Web" del programa que se usó desde ese período hasta el final del programa.
Los gráficos se cambiaron en 1989, y el espectáculo se renombró "Computer Chronicles", omitiendo la palabra "The". Los gráficos fueron rediseñados de nuevo en 1995, con los gráficos de la "Página web" diseñados por Giles Bateman, y rediseñados nuevamente en 1998 para mostrar los clips del programa en un formato de "múltiples ventanas".
Otra característica del programa fue "Pick of the Week" de Stewart, en la que detalló una pieza popular de software o artilugio en el mercado que le atraía y que podría atraer a la audiencia local.
De 1994 a 1997, el programa fue producido por PCTV, con sede en New Hampshire en cooperación con KCSM-TV. Comenzando en el otoño de 1997 y continuando hasta su final, el show fue producido por KTEH San Jose y Stewart Cheifet Productions.
A pesar de recibir calificaciones adecuadas en los Estados Unidos y ser transmitido en todo el mundo, Computer Chronicles se canceló en 2002. Casi todos los episodios están actualmente disponibles en Youtube y en Internet Archive
- Datos: Q1122230
- Multimedia: Computer Chronicles / Q1122230